# Chrysozephyrus khasia
Chrysozephyrus khasia är en fjärilsart som beskrevs av De Nicéville 1890. Chrysozephyrus khasia ingår i släktet Chrysozephyrus och familjen juvelvingar. Inga underarter finns listade i Catalogue of Life.